# Pantry Panic
Pantry Panic (titulado en español como Pánico en la despensa) es un cortometraje animado de la serie cinematográfica del Pájaro Loco. Fue producido por Walter Lantz Productions y lanzado por Universal Pictures el 24 de noviembre de 1941.

## Argumento
El Pájaro Loco (Danny Webb) se queda para nadar mientras las otras aves del bosque migran hacia el sur durante el invierno. Justo después de que los otros pájaros se van, el frío del invierno se instala instantáneamente, hasta el punto que la piscina de Loquillo se congela después de que él salta ("Debe ser agua dura", comenta). Loquillo no se preocupa, porque ha almacenado mucha comida. Sin embargo, una tormenta de nieve entra en su casa y se lleva todas sus pertenencias, incluida la comida.
Dos semanas después, Loquillo está delirando y literalmente mirando el hambre, personificado como algo vagamente parecido a la Parca, en la cara. Un mes después, un gato hambriento llamado Korny (voz también de Webb) llega a la cabaña de Loquillo y conspira para comerse al pájaro carpintero. El hambriento pájaro, sin embargo, planea con la misma rapidez comerse a Korny, haciendo que ambos intenten hacerlo. Finalmente, aparece un alce en la puerta abierta de Loquillo, y el gato hambriento y el pájaro carpintero lo persiguen para capturarlo y comérselo. Después, sin embargo, la comida demuestra no ser suficiente para satisfacer tanto a Loquillo (cuya voz es repentinamente muy diferente) como Korny, quienes instantáneamente reanudan su juego de intentar comerse el uno al otro.